# ویروس‌درمانی

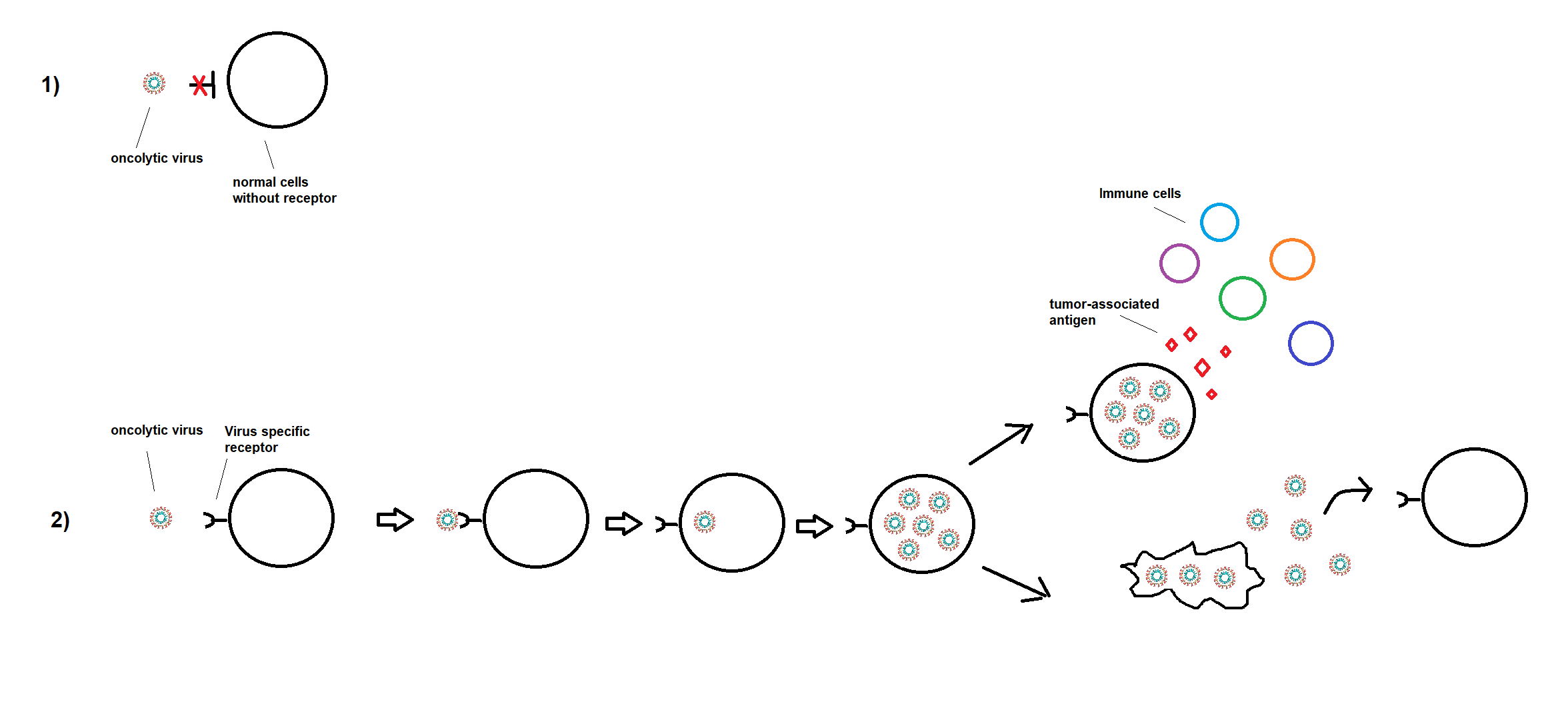
ویروس قادر به ورود به سلول‌هایی با گیرنده خاص است.

ویروس درمانی (به انگلیسی Virotherapy) نوعی از درمان است که در آن از تبدیل ویروس‌ها به عناصر درمانی مناسب برای درمان بیماری‌ها استفاده می‌کنند. سه شاخه از ویروس درمانی وجود دارد: ویروس درمانی onclytic، حاملین ویروسی برای ژن درمانی و ایمن درمانی ویروسی. در یک مفهومی متفاوت ویروس درمانی به‌طور گسترده‌ای به استفاده از ویروس‌ها به منظور کشتن عوامل بیماری‌زا برای درمان بیماری‌ها گفته می‌شود.

## ویروس درمانیِ onclytic
ویروس درمانیِ onclytic یک ایده جدیدی نیست در اوایل نیمه دهه ۱۹۵۰ پزشکان متوجه شدند که بیماران سرطانی که از یک عفونت ویروسی نامرتبط رنج می‌برند یا افرادی که به تازگی واکسینه شده‌اند علایم بهبود را نشان دادند. این مشاهدات به مقدار زیادی به تولید اینترفرون و فاکتور نکروزه‌کننده تومور در پاسخ به عفونت ویروسی (به‌طور خاص ویروس‌های onclytic) طراحی شده که به شکل انتخابی سلول‌های سرطانی را هدف‌گیری و لیز می‌کنند.
در دهه ۱۹۴۰ و ۱۹۵۰ به منظور ارزیابی استفاده از ویروس‌ها در درمان تومورها مطالعاتی بر روی مدل‌های حیوانی انجام شد. در سال‌های ۱۹۴۰–۱۹۵۰ تعدادی از آزمایش‌های بالینی ابتدایی انسانی با ویروس‌های onclytic آغاز شدند. با این وجود، مطالعات در این زمینه به دلیل ناکافی بودن فناوری‌های موجود چندین سال به تأخیر افتاد. در حال حاضر تحقیقات به منظور پیشبرد سریع یافتن راه‌های برای استفاده از ویروس درمانی آغاز شده‌است.
علاوه بر تأثیرات ضدسرطانی مستقیم، ویروس‌های onclytic قادر به القای پاسخ ایمنی ضدتومور می‌باشند.

### ژن درمانی ویروسی
ژن درمانی ویروسی اغلب از ویروس‌های غیرهمانندساز (فاقد همانندسازی) برای انتقال عناصر درمانی به سلول‌های دارای اختلالات ژنتیکی استفاده می‌کنند. در حالیکه تلاش‌های اولیه به لحاظ فنی موفقیت‌آمیز بودند اما به دلیل مسائل ایمنی همچون تحویل غیرقابل کنترل ژن به ژنوم میزبان که دارای پتانسیل تخریب ژن‌های مهارکننده تومور و القای سرطان می‌باشد با تغییرات قابل توجهی مواجه شدند. همچنین پاسخ‌های ایمنی به درمان‌های ویروسی موانعی در مقابل درمان‌های موفق ایجاد می‌کنند. ر جلوگیری از بیماری‌های که در شرایطی شکل دیگری از ژن درمانی ویروسی تحویل ژنی است که در شرایط یک بیماری طبیعی بیان نمی‌شوند و بدین ترتیب ممکن است در جلوگیری از این نوع بیماری‌های مفید باشد. برای مثال در رشد عروق خونی جدید در سرطان که به عنوان رگ زایی شناخته شده و باعث می‌شود که تومور به مقدار زیادی رشد کند یک ویروس معرفی‌کننده فاکتورهای ضدرگ زایی به تومور ممکن است بتواند رشد را کاهش داده یا متوقف کند.

### ایمن درمانی ویروسی
ایمن درمانی ویروسی از ویروس‌ها برای معرفی آنتی‌ژن‌های خاص به سیستم ایمنی بیمار استفاده می‌کند. برخلاف واکسن‌های مرسوم که در آن از ویروس یا باکتری ضعیف شده یا کشته شده برای ایجاد یک پاسخ ایمنی استفاده می‌شود، ایمن درمانی ویروسی از ویروس‌های مهندسی شده ژنتیکی برای ارائه آنتی‌ژن‌های خاص به سیستم ایمنی استفاده می‌کند. آنتی‌ژن‌ها ممکن است از یک گونه خاص ویروس/باکتری یا حتی آنتی‌ژن‌های بیماری‌های انسانی برای مثال آنتی‌ژن‌های سرطانی باشند.

### پروژه‌های و محصولات خاص

#### ویروس‌های onclytic
ویروس onclytic, RIGVIR در مؤسسه میکروبیولوژی در لتونی در سال ۲۰۰۴ ثبت شد (ثبت ملی). از سال ۲۰۰۴ RIGVIR تصویب شده و از ۲۰۰۸ در داروخانه‌های لتونی موجود است. ویروس درمانی با RIGVIR به شکل موفقیت‌آمیزی در بیمارانی از بیش از ۲۵ کشور در سراسر جهان استفاده شده‌است.
مطالعات گذشته نگر اخیر منتشر شده در تحقیقات ملانوما نشان داد که مرگ و میر بیماران ملانوما IB-IIC درمان شده با ویروس onclytic 39/4-57/6 مرتبه کمتر از افرادی است که بر طبق دستورالعمل‌های درمان ملانوما ویروس درمانی را دریافت نکردند. همچنین در سال ۲۰۱۵ RIGVIR در دستورالعمل‌های بین‌المللی برای درمان سرطان پوست و ملانوما گنجانده شد. از سال ۲۰۱۵ RIGVIR در گرجستان تأیید شد و در سال ۲۰۱۶ در آمریکا مورد تأیید قرار گرفت.
در سال ۲۰۰۴ محققان دانشگاه تگزاس به صورت ژنتیکی یک نوع ویروس سرماخوردگی متداول آدنوویروس دلتا-24- RGD را به منظور حمله به اشکال متعدد ویروسی برنامه‌ریزی کردند. بعدها محققان دیگر سعی نمودند که این ویروس را روی موش‌ها تست کنند به‌طوری‌که از ده موش موجود نه موش تخریب تومور و بقای حیات را نشان دادند. در سال ۲۰۰۴ یک ویروس طبقه‌بندی شده دارویی برای آزمایش‌های بالینی روی انسان تأیید شد.
در سال ۲۰۰۶ محققان دانشگاه عبری (Hebrew) به منظور هدف‌گیری خاص سلول‌های سرطانی موفق به جداسازی یک نوع از ویروس‌های بیماری نیوکاسل (NDV-HUJ) که به‌طور عادی پرندگان را تحت تأثیر قرار می‌دهد شدند.
ویروس آبله یک ویروس تاییدشده برای ریشه کن کردن آبله به عنوان یک ویروس onclytic توسعه یافته مانند GL-ONC1 و JX-594. نتایج امیدوارکننده تحقیقات توسعه بالینی آن را در بیماران انسانی تضمین می‌کند.

#### ژن درمانی ویروسی
ProSavin یک نوعی از درمان‌ها در سطح لنتی وکتور می‌باشد که به وسیلهٔ مرکز زیست پزشکی آکسفورد توسعه یافته‌است. این وکتور ژن‌های سه آنزیم مهم در تولید دوپامین که کمبود آن‌ها سبب ایجاد بیماری پارکینسون می‌شود را به مغز تحویل می‌دهد.
TNF-erade (یک ویروس درمانی ژن TNF غیرهمانندساز) در مرحله فاز ۳ برای درمان سرطان لوزالمعده شکست خورد.

#### ایمن درمانی ویروسی
Trovax یک نوع ایمن درمانی است که از یک ویروس آیله ایجادکننده آنتی‌ژن توموری 5T4 به منظور القای پاسخ ایمنی علیه انواع مختلفی از سرطان‌ها استفاده می‌کند. درمان به وسیلهٔ مرکز زیست پزشکی آکسفورد توسعه یافت و در بهبود بقای کلی آزمایش‌های در فاز ۳ی کارسینومای سلول کلیوی شکست خورد. مطالعات جدید فاز ۲ در دانشگاه کاردیف (UK) با سرطان روده بزرگ و در مرکز سرطان Velindre (کاردیف، UK)با مزوتلیوما بدخیم پلور آغاز شد.

#### ویروس درمانی تک یاختگان
مقالات اخیر استفاده از ویروس‌ها برای درمان بیماری‌های ایجاد شده به وسیلهٔ تک یاختگان مطرح کرده‌اند.

## تاریخچه
Chester M. Southam یک محقق از مرکز سرطان اسلون کترینگ است که مطالعه ویروس‌ها را به عنوان عناصر بالقوه برای درمان سرطان پایه‌گذاری کرد.